# Nana Asmaʼu
Nana Asma'u (nome completo: نانا أسماء بنت عثمان فودي ou Asma'u bint Shehu Usman dan Fodiyo, 1793–1864) foi uma princesa fula, poeta, professora e filha do fundador do califado de Socoto, Usman dan Fodio. Ela continua sendo uma figura reverenciada no norte da Nigéria. Ela é apontada por alguns como um exemplo de educação e independência das mulheres possível sob o Islã, e por outros como precursora do feminismo moderno na África.

## Legado
Nana Asma'u organizou, na década de 1830, o movimento Yan Taru ("as que se reúnem"), rede de educadoras que difundiu a alfabetização islâmica no califado de Socoto e ainda inspira movimentos contemporâneos. Seu método traduzia textos árabes para hauçá e fulani e usava poesia mnemônica.